# LAM Mozambique Airlines
LAM Mozambique Airlines (tiếng Bồ Đào Nha: LAM Linhas Aéreas de Moçambique) là hãng hàng không quốc gia Mozambique. Hãng hàng không này có trụ sở và trung tâm hoạt động ở Sân bay quốc tế Maputo ở thủ đô Maputo. Hãng hàng không này được những người thực dân Bồ Đào Nha lập năm 1936 làm một hãng hàng không bay thuê chuyến. Ban đầu có tên gọi là Direcção de Exploração de Transportes Aéreos và được đổi tên năm 1980 sau khi tổ chức lại.
LAM Mozambique Airlines là một thành viên của Hiệp hội Vận tải Hàng không Quốc tế và Hiệp hội các hãng hàng không châu Phi từ năm 1976. Hãng có các tuyến bay thường lệ nam châu Phi và châu Âu. Hãng này nằm trong Danh sách các hãng hàng không bị Liên minh châu Âu cấm thời điểm tháng 4 năm 2011.

## Tai nạn và sự cố
- Vào ngày 29 tháng 11 năm 2013, Chuyến bay mang số hiệu TM470 bay từ Maputo đến Luanda đã gặp tai nạn tại Namibia làm toàn bộ 33 người trên máy bay thiệt mạng[2][3]. Đây là vụ tai nạn chết người đầu tiên của hãng hàng không này kể từ năm 1970[4][5].